# 小行星4182
小行星4182（英語：4182 Mount Locke）是一颗围绕太阳公转的小行星。1951年5月2日，McDonald Observatory在杰夫·戴维斯县发现了此天体。
这颗小行星的绝对星等为29.94264135860116等。